# 양산 효자리비
양산 효자리비(梁山 孝子里碑)는 대한민국 경상남도 양산시 북정동, 양산시립박물관에 있는 2기의 비석이다. 
1976년 12월 20일 경상남도의 유형문화재 제148호 효자리비로 지정되었다가, 2018년 12월 20일 현재의 명칭으로 변경되었다.

## 개요
양산시립박물관에 있는 2기의 비로, 이 고장에 전해오는 효자들의 뜻을 기리기 위해 주민들이 세웠다 한다. 비의 주인공은 고려 우왕 때 진사를 지낸 박창과 이공미라는 인물이다. 이 두 비는 비문의 내용이 심하게 닳아 읽기 어려운 상태이나 『양산군 읍지(梁山郡 邑誌)』에 기록이 남아 있어 그 내용을 알 수 있다.
박창의 비는 네모난 형태로 윗면에 큰 글씨로 ‘효자리(孝子里)’라고 쓰고, 그 아래에 비문을 새겼다. 비문의 내용은 박창이 부친상을 당하여 초막을 짓고 애통해 하는데 두 명의 왜적이 칼을 들고 왔다가 그의 애통해 하는 사연을 듣고 감동하여 오히려 그를 지켜주어 무사히 3년상을 치를 수 있었다는 것이다.
이공미의 비는 비몸 윗부분의 양 모서리를 둥글게 깎은 형태로, 윗면에 큰 글씨로 ‘효자지리(孝子之里)’라고 쓰고, 그 아래에 비문을 새겼다. 비문에는 어머님이 돌아가신 후 3년동안 정성을 다하여 묘곁을 지킨 이공미의 효성을 기리기 위해 이 비를 세웠다고 적고 있다.

## 문화재 이전
당초 경상남도 양산시 중보동 153-3번지에 있었으나, 도 문화재인 양산 효자리비의 원활한 보존관리를 위하여 양산시립박물관 내로 이전하였다.

## 참고 자료
- 양산 효자리비 - 국가유산청 국가유산포털